# Adrià i Natàlia de Nicomèdia
Adrià i Natàlia de Nicomèdia (Nicomèdia, segle iii - 4 de març de 306) foren un militar romà i la seva esposa, convertits al cristianisme i morts màrtirs per la seva fe. Són venerats com a sants per diverses confessions cristianes.

## Llegenda
Només se'n sap que té un culte antic i que fou màrtir a Nicomèdia. Tota la resta de notícies són suposicions i llegendes elaborades pels autors de les actes del martiri i els hagiògrafs. El relat de les actes del martiri és tardà i presenta detalls fantasiosos. Els martirologis parlen de dos màrtirs de nom Adrià a Nicomèdia, un mort sota Dioclecià i un altre sota Licini.
Segons la tradició, Adrià era un soldat de la guàrdia pretoriana a Nicomèdia. Durant les persecucions als cristians ordenades per Galeri Maximià, va detenir un grup d'ells i, mentre eren torturats, va quedar corprès pel coratge i la fe que mostraven. Convertit ell mateix al cristianisme, es proclamà cristià, tot i no haver estat batejat, i fou detingut. La seva esposa Natàlia el visità i es convertí al seu torn.
L'endemà fou torturat: sobre una enclusa, les cames li foren trencades amb un mall i finalment fou decapitat, i el seu cos cremat, amb el d'altres màrtirs. Segons la tradició, Natàlia volgué llençar-se a la foguera per morir-hi, però una tempesta la va apagar i els llamps van posar fi a la vida dels botxins. El cos d'Adrià fou sebollit a Argiròpolis, prop de Bizanci.
Natàlia hi anà a viure, retirada i lliurada a la pregària, fins que morí i hi fou també enterrada, considerant-se màrtir per associació.

## Veneració
L'antic Martirologi romà indicava el 4 de març com a dia del martiri i festivitat, i l'1 de desembre per la mort de Natàlia, i el 8 de setembre per a la translació de les seves restes a Roma, essent aquesta la data de la festivitat conjunta. A l'Església Ortodoxa, la festivitat és el 8 de setembre (amb Natàlia) i el 4 de març i 26 d'agost (sol).
La despulla del sant es va traslladar de Constantinoble a Roma un 8 de setembre, a l'església de Sant'Adriano in Foro, per Honori I, que ocupava la Cúria Júlia. Llavors se n'inclogué la festivitat al calendari romà. El culte es difongué per Europa i esdevingué un sant popular. Al segle xi, part de les relíquies arribaren a l'abadia de Sint-Peter de Geraardsbergen (Flandes), que esdevingué meta de pelegrinatge i fou anomenada després Sint-Adriaansabdij.
Era invocat contra les malalties i era patró de soldats i carnissers. A l'Europa del nord tenia molta devoció entre els militars.

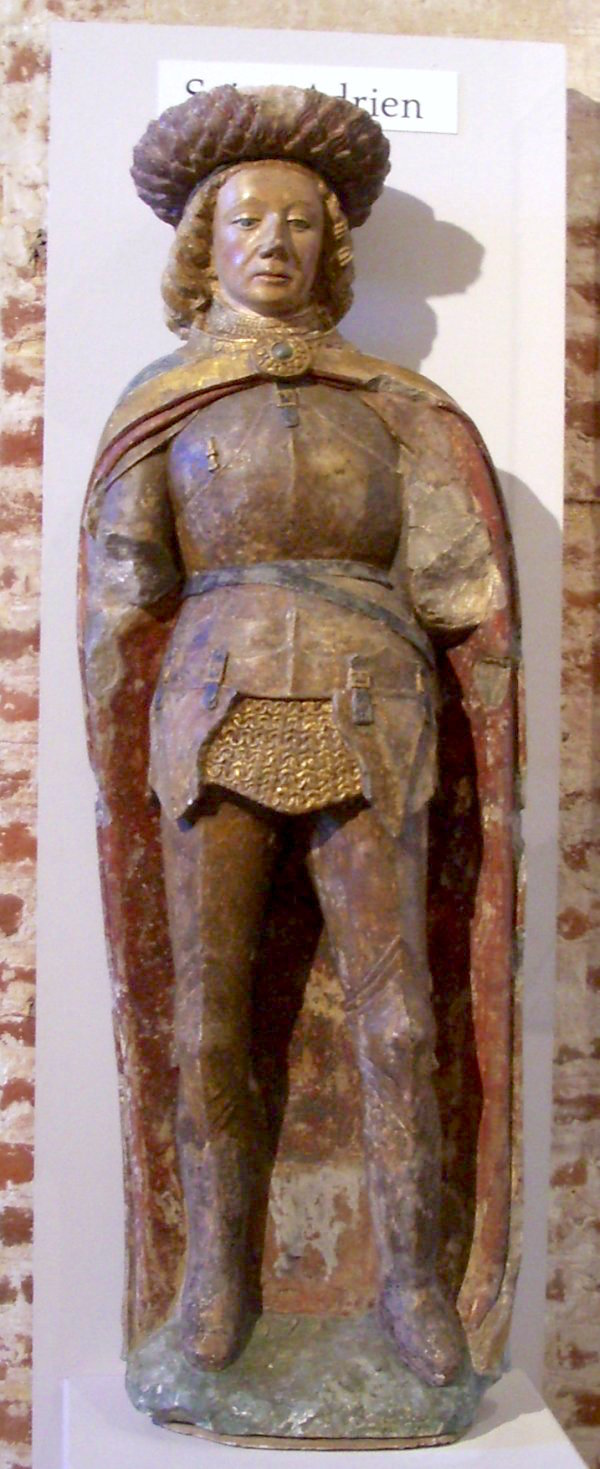
Escultura francesa, s. XV
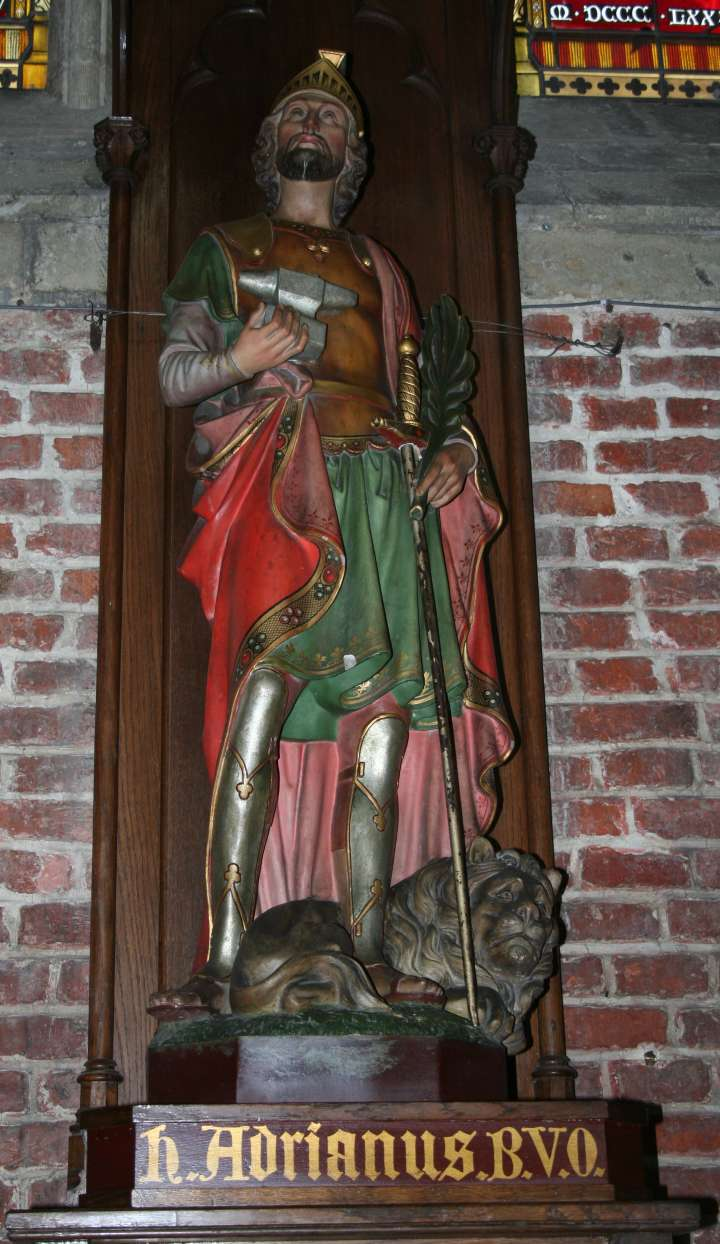
Talla de Sant Adrià (Gant, Mikelskerk)
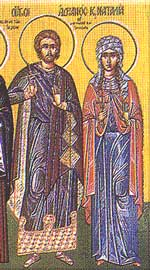
Icona oriental
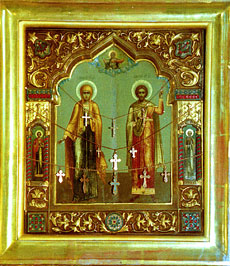
Icona russa

## Adrià de Nicomèdia, fill de Probe
Se cita un altre Adrià, també màrtir a Nicomèdia poc després, sota el regnat de Licini I. Segons la tradició, era fill de l'emperador Marc Aureli Probe i havia recriminat Licini per les seves persecucions als cristians, essent condemnat a mort. La llegenda posterior diu que tenia llavors 28 anys i estava casat amb Natàlia, confonent-se la llegenda i la manera de martiri amb la dels sants esmentats.
El seu oncle Domici, bisbe de Bizanci, va fer enterrar-ne les restes prop de la ciutat, a un lloc anomenat Argiròpolis. L'antic Martirologi romà fixa la festivitat d'aquest Adrià el 26 d'agost.